# Classe ATC B06
La classe ATC B06, dénommée « Autres médicaments utilisés en hématologie », est un sous-groupe thérapeutique de la classification anatomique, thérapeutique et chimique, développée par l'OMS pour classer les médicaments et autres produits médicaux. La classe ATC vétérinaire correspondante dans la classification ATCvet est QB06. Le sous-groupe présenté ici est celui établi par l'OMS, et peut donc différer des versions dérivées utilisées dans certains pays. Il fait partie du groupe anatomique B de la classification, intitulé « Sang et organes hématopoïétiques ».

## B06A Autres médicaments utilisés en hématologie

### B06AA Enzymes
B06AA02 Fibrinolysine (en) et désoxyribonucléase
B06AA03 Hyaluronidase
B06AA04 Chymotrypsine
B06AA07 Trypsine
B06AA10 Désoxyribonucléase
B06AA55 Streptokinase en association

### B06AB Autres médicaments dérivés de l'hème
B06AB01 Hématine

### B06AC Autres médicaments utilisés dans l'angio-œdème héréditaire
B06AC01 Inhibiteurs C1, dérivés du plasma
B06AC02 Icatibant
B06AC03 Écallantide (en)
B06AC04 Conestat alfa